# Havets hus
Havets hus är ett akvarium som ligger i Lysekil på svenska västkusten. Akvariet har till syfte att visa ett urval av de djur som lever i Gullmarn och i västerhavet och öppnade 1993. I ca 40 akvarier visas över 200 arter. Besöket börjar vid strandområdet och fortsätter genom västerhavets olika miljöer ända ner till de djupa bottnarna. Det största akvariet, tunnelakvariet, innehåller 140 000 liter saltvatten. Vattnet till Havets Hus tas in kontinuerligt från Gullmarsfjorden på 32 meters djup. Saltvattnet, 30-33 promille, är här av mycket god kvalitet, det vill säga med god syresättning och fritt från föroreningar.[källa behövs]
Akvariet håller öppet dagligen för besökare året runt. Utöver akvarier finns också sälsafari, lägerskolor, lektioner, bangolf, guidningar, konferensfaciliteter, butik och restaurang.

## Artlista (2020)
| Art                         | Vetenskapligt namn            |
| Brödsvamp                   | Halichondria panicea          |
| Flera arter svampdjur       | Porifera                      |
| Nässeldjur                  | Cnidaria                      |
| Brännanemon                 | Bolocera tuediae              |
| Bägarkorall                 | Caryophyllia smithii          |
| Cylinderros                 | Pachycerianthus multiplicatus |
| Död mans hand               | Alcyonium digitatum           |
| Gullmarsanemon              | Protanthea simplex            |
| Havsnejlika                 | Metridium senile              |
| Sjöpenna                    | Pennatula phosphorea          |
| Sjöros                      | Urticia felina                |
| Större piprensare           | Funiculina quadrangulari      |
| Blötdjur                    | Mollusca                      |
| Blåmussla                   | Mytilus edulis                |
| Europeisk ostron            | Ostera edulis                 |
| Islandsmussla               | Arctica islandica             |
| Japanskt jätteostron        | Crassostrea gigas             |
| Kammussla                   | Pecten maximus                |
| Limamussla                  | Acesta excavata               |
| Neptunsnäcka                | Neptunea antiqua              |
| Nätsnäckor                  | Nassarius nitidus             |
| Strandsnäckor               | Littorina spp.                |
| Valthornssnäcka             | Buccinum undatum              |
| Virvelkrake                 | Eledone cirrhosa              |
| Tagghudingar                | Echinodermata                 |
| Bräcklig ormstjärna         | Ophiotrix fragilis            |
| Fjällig trådormstjärna      | Amphiura filiformis           |
| Hjärtsjöborre               | Echinocardium cordatum        |
| Ishavssjöstjärna            | Marthasterias glacialis       |
| Kamsjöstjärna               | Astropecten irregularis       |
| Kuddsjöstjärna              | Porania pulvillus             |
| Lyrsjöborre                 | Brissopsis lyrifera           |
| Långtaggig sjöborre         | Gracilechinus acutus          |
| Nätkrullstjärna             | Henricia sanguinolenta        |
| Röd sjögurka                | Parastichopus tremulus        |
| Slätbukig trådormstjärna    | Amphiura chiajei              |
| Solsjöstjärna               | Crossaster papposus           |
| Svart ormstjärna            | Ophiocomina nigra             |
| Svart sjögurka              | Cucumaria frondosa            |
| Tångborre                   | Psammechinus milliaris        |
| Vanlig sjöstjärna           | Asterias rubens               |
| Ätlig sjöborre              | Echius esculentus             |
| Leddjur                     | Arthropoda                    |
| Blåröd trollhummer          | Galathea strigosa             |
| Blåskrabba                  | Hemigrapsus sanguineus        |
| Eremitkräfta                | Pagurus bernardhus            |
| Fjällig trollhummer         | Galathea squamifera           |
| Havskräfta                  | Nephrops norvegicus           |
| Hummer                      | Homarus gammarus              |
| Hövre                       | Hyas araneus                  |
| Karamellräka                | Pandalus montagui             |
| Krabbtaska                  | Cancer pagurus                |
| Långnosig spindelkrabba     | Macropodia rostrata           |
| Maskeringskrabba            | Hyas coarctatus               |
| Nordhavsräka                | Pandalus borealis             |
| Sandräka                    | Crangon crangon               |
| Simkrabba                   | Liocarcinus depurator         |
| Strandkrabba                | Carcinus maenas               |
| Tretaggskrabba              | Geryon trispinosus            |
| Trollkrabba                 | Lithodes maja                 |
| Tångräka                    | Palemon adspersus/elegans     |
| Ringmaskar                  | Annelida                      |
| Havsborstmaskar             | Polycheata                    |
| Påfågelmask, Rovmask m.fl.  | Sabella pavonina, Neris spp.  |
| Manteldjur                  | Tunicata                      |
| Flera olika arter sjöpungar | Ascidiacea                    |
| Ryggradsdjur                | Chordata                      |
| Benfiskar                   | Osteichthyes                  |
| Berggylta                   | Labrus berggylta              |
| Bergskädda                  | Microstomus kitt              |
| Bergvar                     | Zeugopterus punctatus         |
| Blågylta                    | Labrus mixtus                 |
| Blåkäft                     | Helicolenus dactylopterus     |
| Femtömmad skärlånga         | Ciliata mustela               |
| Fjärsing                    | Trachinus draco               |
| Fläckig sjökock             | Callionymus maculatus         |
| Fyrtömmad skärlånga         | Enchelyopus cimbrius          |
| Gråsej                      | Polachius virens              |
| Grässnultra                 | Centrolabrus exoletus         |
| Havsabborre                 | Dicentrarchus labrax          |
| Havskatt                    | Anarhichas lupus              |
| Havsål                      | Conger conger                 |
| Havsöring                   | Salmo trutta                  |
| Hälleflundra                | Hippoglossus hippoglossus     |
| Lyrtorsk                    | Pollachius pollachuis         |
| Mindre havsnål              | Nerophis ophidion             |
| Mindre kantnål              | Syngnathus rostellatus        |
| Mindre kungsfisk            | Sebastus viviparus            |
| Oxsimpa                     | Taurulus bubalis              |
| Paddtorsk                   | Raniceps raninus              |
| Randig sjökock              | Callionymus lyra              |
| Rödspotta                   | Pleuronectes platessa         |
| Rödtunga                    | Glyptocephalus cynoglossus    |
| Rötsimpa                    | Myoxocephalus scorpius        |
| Sandskädda                  | Limanda limanda               |
| Sandstubb                   | Pomatoschistus minutus        |
| Sill                        | Clupea harengus               |
| Sjurygg                     | Cyclopterus lumpus            |
| Sjustrålig smörbult         | Gobiusculus flavescens        |
| Skrubbskädda                | Platichthys flesus            |
| Skärsnultra                 | Crenilabrus melops            |
| Slätvar                     | Scopthalmus rhombus           |
| Småvar                      | Phrynorhombus norvegicus      |
| Stensnultra                 | Ctenolabrus rupestris         |
| Större havsnål              | Entelurus aequoreus           |
| Större kantnål              | Syngnathus acus               |
| Svart smörbult              | Gobius niger                  |
| Tejstefisk                  | Pholis gunnelus               |
| Torsk                       | Gadus morhua                  |
| Tretömmad skärlånga         | Gaidropsarus vulgaris         |
| Trubbstjärtat långebarn     | Leptoclinus maculatus         |
| Tunga                       | Solea solea                   |
| Tånglake                    | Zoarces viviparus             |
| Tångsnälla                  | Syngnatus typhle              |
| Tångsnärta                  | Chirolophis ascanii           |
| Broskfiskar                 | Chondrichthyes                |
| Klorocka                    | Amblyraja radiata             |
| Knaggrocka                  | Raja clavata                  |
| Småfläckig rödhaj           | Scyliorhinus caniculus        |
| Storfläckig rödhaj          | Scyliorhinus stellaris        |